# Thyroscyphus torresii
Thyroscyphus torresii is een hydroïdpoliep uit de familie Sertulariidae. De poliep komt uit het geslacht Thyroscyphus. Thyroscyphus torresii werd in 1852 voor het eerst wetenschappelijk beschreven door Busk. 